# ميخائيل دوبز (سياسي)
ميخائيل دوبز هو كاتب وسياسي بريطاني، ولد في 14 نوفمبر 1948 في Cheshunt ‏ في المملكة المتحدة. نشط حزبياً في حزب المحافظين. وقد انتخب عضو مجلس اللوردات ‏ وقد انضم خلال فترته النيابية (18 ديسمبر 2010 – ) للكتلة البرلمانية حزب المحافظين وانتخب الأمين العام لحزب المحافظين ‏ (1994 – 1995).

## وصلات خارجية
- الموقع الرسمي
- ميخائيل دوبز (سياسي) على موقع IMDb (الإنجليزية)
- ميخائيل دوبز (سياسي) على موقع روتن توميتوز (الإنجليزية)
- ميخائيل دوبز (سياسي) على موقع قاعدة بيانات الفيلم (الإنجليزية)